# 土井日出夫
土井 日出夫（どい ひでお、1955年 - ）は日本のマルクス経済学者。

## 経歴
横浜市生まれ。1980年横浜国立大学経済学部卒業。1987年東京大学大学院経済学研究科第二種博士課程修了。1991年「生産価格論研究序説」で経済学博士（東京大学）。横浜国立大学経済学部教授・大学院国際社会科学研究院教授。2021年退官、名誉教授。著書『価値論の再建』（創風社、2019年）は30年以上にわたる価値論研究の集大成。

## 著書
- 『労働価値論とは何であったのか――古典派とマルクス』（米田康彦、新村聡、出雲雅志、深貝保則、有江大介共著、創風社、1988年）
- 『ニュートンとマルクス――文理融合をめざして』（幻冬舎メディアコンサルティング、発売:幻冬舎、2018年）
- 『価値論の再建――第三次産業論構築のために』（創風社、2019年）